# Lady Chancellor
Lady Chancellor es una localidad de Trinidad y Tobago, que forma parte de la región de San Juan-Laventille.

## Geografía
La localidad abarca parte de la isla Trinidad y limita al norte y oeste con Boissiere (localidad perteneciente a la región de Diego Martín), al sur con la localidad de Puerto España (localidad perteneciente a la ciudad de Puerto España) y al este con St. Anns y Cascade.

## Demografía
Datos demográficos de la localidad de Lady Chancellor:
| Gráfica de evolución demográfica de Lady Chancellor entre 2000 y 2011 |
|                                                                       |